# D’ZRT
D’ZRT war eine portugiesische Boygroup.

## Geschichte
Der portugiesische private Fernsehsender TVI hatte die Band im Vorfeld gecastet, für ihre spätere, erfolgreiche Fernsehserie Morangos com Açúcar. Der Name wurde aus den Anfangsbuchstaben der Fernsehrollen der Mitglieder gebildet: David (Angélico Vieira), Zé (Vítor Fonseca), Ruca (Edmundo Vieira) und Tópê (Paulo Vintém).
Auf Grund des Erfolges wurde die Band auch außerhalb der Fernsehserie aktiv. Auf der Bühne und im Studio wurden sie von Profimusikern an den Instrumenten begleitet, während sie sangen und tanzten. Sie gaben eine Vielzahl von Konzerten und veröffentlichten vier CD-Alben.
2008 löste sich die Band auf. Neben Paulo Vintém wurde vor allem Angélico Vieira in der Folge auch als Solokünstler erfolgreich. 2009 formierte sich die Band ohne sie neu, und sie gaben bis 2010 noch regelmäßig Konzerte, etwa auf dem Rock-in-Rio-2010-Festival, mit Angélico als Gast. Angélico starb 2011 bei einem Autounfall. Inzwischen gilt die Gruppe als aufgelöst.

## Rezeption
Die Band fand eine große begeisterte Fangemeinde in Portugal, nicht zuletzt dank der erfolgreichen Fernsehserie. Sie füllten entsprechend auch große Hallen, und alle ihre Alben erreichten den ersten Platz der Verkaufscharts.

## Diskografie

### Studioalben
| Jahr | Titel               | Höchstplatzierung, Gesamtwochen, AuszeichnungChartsChartplatzierungen (Jahr, Titel, Platzierungen, Wochen, Auszeichnungen, Anmerkungen) | Anmerkungen                             |
| Jahr | Titel               | PT | Anmerkungen                             |
| ---- | ------------------- | --- | --------------------------------------- |
| 2005 | D’zrt               | PT1 ×6Sechsfachplatin · (33 Wo.)PT |                                         |
| 2005 | Ao vivo no Coliseus | PT1 ×3Dreifachplatin · (24 Wo.)PT | Erstveröffentlichung: 5. Dezember 2005  |
| 2006 | Original            | PT1 ×3Dreifachplatin · (25 Wo.)PT | Erstveröffentlichung: 29. August 2006   |
| 2009 | Project             | PT1 Platin · (19 Wo.)PT | Erstveröffentlichung: 30. November 2009 |

### Singles
- 2005: Querer Voltar (PT: Platin)[9]
- 2006: Verao Azul (PT: Platin)[9]